# Mohammed Jabouri
Mohammed Abdul-Sattar Jabouri (ar. محمد عبد الستان جبوري; ur. w 1961) – iracki zapaśnik walczący w stylu wolnym. Olimpijczyk z Seulu 1988, gdzie zajął 24. miejsce w wadze średniej.
Czwarty na igrzyskach azjatyckich w 1986. Triumfator igrzysk panarabskich w 1985. Brązowy medalista mistrzostw Azji w 1987. Mistrz arabski w 1979, 1983 i 1987. Wojskowy mistrz świata w 1988. Wicemistrz Azji juniorów w 1981 roku.

## Letnie Igrzyska Olimpijskie 1988
| Konkurencja      | Rundy eliminacyjne     | Rundy eliminacyjne    | Klas. końcowa |
| Konkurencja      | Przeciwnik I           | Przeciwnik II         | Miejsce       |
| ---------------- | ---------------------- | --------------------- | ------------- |
| 84 kg styl wolny | Hans Gstöttner (GDR) P | Jouni Ilomäki (FIN) P | 24.           |